# Podgora pri Ložu
Podgora pri Ložu este o localitate din comuna Loška dolina, Slovenia, cu o populație de 105 locuitori.